# Ligamentum lunotriquetrale interosseale
A ligamentum lunotriquetrale interosseale egy apró (mindössze kb. 1 cm hosszú) szalag a csuklóban. A holdascsont (os lunatum) és a háromszögletű csont (os triquetrum) között található. Rendelkezik voláris és dorzális komponenssel.

## Topográfia
A ligamentum radiolunatum volare szuperficiális rostjai a háromszögletű csont közelében egyesülnek a ligamentum lunotriquetrale interossealével, és így csatlakozik hozzá a két szalag.

## Funkció
A csuklót stabilizálja.

## Klinikai jelentőség
A Kienböck-betegségben előforduló szakadásai az orsócsont, a sajkacsont, a holdascsont, a háromszögletű csont, a fejescsont és a horgascsont arthritis során fellépő elváltozásai során következnek be, de nincs összefüggés a szakadások és a csuklóartrózis között.
Szakadása lehet izolált vagy más radiokarpális vagy interkarpális szalagszakadásokkal összefüggő. Szimptomatikus izolált szakadása ritkább, mint más proximális szalagok sérülése, leggyakoribb tünetük trauma utáni állandó ulnáris oldali csuklófájdalom.
Szakadása kezeléséről ritkasága miatt jóval kevesebb az irodalom, mint például a ligamentum scapholunatum szakadásai kezeléséről, és nem egyértelmű az akut vagy krónikus sérülések legmegfelelőbb kezelése. A megfelelő kezelés Wilson 2023-as cikke szerint a sérülés mértékétől függ: enyhébb sérülés esetén műtét nélküli, súlyosabb esetben artroszkópiás kezelés az ajánlott, különösen súlyos esetben hőkapszulodézissel, rekonstrukcióval vagy korlátozott artrodézissel.